# Борова (гміна Пшедбуж)
Борова (пол. Borowa) — село в Польщі, у гміні Пшедбуж Радомщанського повіту Лодзинського воєводства.
Населення — 148 осіб (2011).
У 1975-1998 роках село належало до Пйотрковського воєводства.

## Демографія
Демографічна структура станом на 31 березня 2011 року:
|          | Загалом | Допрацездатний вік | Працездатний вік | Постпрацездатний вік |
| -------- | ------- | ------------------ | ---------------- | -------------------- |
| Чоловіки | 77      | 19                 | 42               | 16                   |
| Жінки    | 71      | 15                 | 33               | 23                   |
| Разом    | 148     | 34                 | 75               | 39                   |